# Rossenges
Rossenges é uma comuna da Suíça, situada no distrito de Broye-Vully, no cantão de Vaud. Tem 1,08 km² de área e sua população em 2018 foi estimada em 65 habitantes.